# Casa Susanna
La Casa Susanna est une villa néogéorgienne dans l'État de New York aux États-Unis, utilisée au tournant des années 1960 comme destination de villégiature par des hommes travestis et des femmes trans, qui pouvaient le temps d'un week-end s'y habiller en femmes à l'abri des regards, et ainsi laisser s'exprimer leur « fille de l'intérieur », selon une expression populaire dans cette communauté. La Casa Susanna a remplacé en 1963 le Chevalier D'Éon Resort, une autre villa utilisée de la même façon depuis le milieu des années 1950.
Ces refuges, appartenant à Susanna Valenti et à son épouse Maria, et la revue Transvestia, éditée par Virginia Prince et destinée aux hommes travestis hétérosexuels, sont emblématiques d'une sous-culture clandestine — hors norme mais, paradoxalement, genrée de façon très conservatrice —, qui s'est épanouie aux États-Unis à un moment charnière de l'histoire du féminisme et des transidentités, marqué par une forte répression des comportements non hétéronormés, par la médiatisation des premières opérations chirurgicales de réassignation, et par la définition de nouvelles catégories psychiatriques et identitaires liées au sexe, au genre et aux mœurs.
La redécouverte dans une brocante au milieu des années 2000 de photographies (principalement des portraits) prises à cette époque a relancé l'intérêt pour cette communauté : elle est devenue le sujet d'études académiques, d'une pièce d'Harvey Fierstein en 2014, d'un film documentaire de Sébastien Lifshitz en 2022, et d'expositions, dont une aux Rencontres de la photographie d'Arles en 2023.

## Contexte historique
La Casa Susanna ouvre ses portes en pleine guerre froide et maccarthysme, une période marquée par la répression et la criminalisation des comportements genrés ou sexuels considérés comme pervers,: c'est la peur violette (expression construite par analogie avec la peur rouge, celle du communisme),.
Le rapport Kinsey, en dévoilant en 1948 la banalité statistique des relations sexuelles entre hommes, a fait redouter la contagiosité de ce que le psychanalyste Edmund Bergler présente alors comme « la maladie dominante [du] pays, loin devant les cancers, les tuberculoses, les insuffisances cardiaques et la polio ». La rumeur d'une conspiration homosexuelle mondiale enfle, et le « pervers sexuel », prétendument vulnérable au chantage, menace la société. Dans ce climat de panique morale, des évolutions législatives font que les personnes homosexuelles, les exhibitionnistes, voyeurs et travestis peuvent être arrêtés, de même en fait qu'« une grande partie des citoyens », selon le psychiatre Benjamin Karpman (en) qui s'en indigne,.
Les médecins considèrent les personnes homosexuelles ou qui se travestissent comme des malades qu'il faut soigner, et certains développent des thérapies de conversion dangereuses,. L'hôpital d'État d'Atascadero (en), particulièrement connu pour ses pratiques cruelles, prend le surnom de Dachau For Queers,,.
Donald A. Wollheim, habitué de la Casa Susanna, décrit la peur constante de faire l'objet d'un chantage, d'être dénoncé ou arrêté dans l'ouvrage A Year Among the Girls (Une année parmi les filles), écrit en 1966 sous le pseudonyme de Darrell G. Raynor:

« Le travestisme peut être la plus noire des tragédies. (...) Chaque service de police de ce pays possède des dossiers sur des jeunes hommes qui se sont suicidés, habillés dans les vêtements du sexe opposé. Ça arrive tout le temps, dans chaque État, dans chaque ville de ce pays. »

Virginia Prince est arrêtée en 1960, pour avoir envoyé par la poste des documents considérés comme obcènes dans une correspondance avec un homme travesti, qui est lui-même sous surveillance de l'administration postale pour « sollicitation et réception de documents obcènes ». La poste découvre ainsi l'existence du magazine Transvestia, qu'elle cherche à faire interdire. Prince écope finalement en appel de cinq ans de prison avec sursis, mais la poste est déboutée en ce qui concerne Transvestia, juste après que la Cour suprême, dans une décision historique, a rejeté une action similaire contre le magazine gay One (en),,. Susanna Valenti est elle aussi inquiétée par les inspecteurs postaux en 1961, et tous les membres du réseau de la Casa Susanna vivent dans la crainte d'être découverts. Ils prennent cependant le risque de s'exposer dans l'espace public « pour donner vie à leur alter ego féminin et vérifier qu'il passe » selon Isabelle Bonnet,, dans un « mélange de terreur et d'excitation »,. Cela vaut à Pegie Val Addair de passer 72 heures particulièrement humiliantes en prison (décrites en 1965 dans le magazine Turnabout, concurrent de Transvestia), d'écoper de deux jours de prison avec sursis, et de perdre son travail au sein de la compagnie Eastern Air Lines à la suite d'un rapport psychiatrique qui interprète son travestissement comme « un signe évident d'homosexualité »,. De nombreuses arrestations sont décrites dans les colonnes de Transvestia jusqu’à la fin des années 1960.
À cette époque, les définitions psychiatriques des nouveaux termes qui illustrent la diversité des identités à l'intérieur du système sexe/genre (homosexualité, transsexualité, transvestisme, intersexuation) se stabilisent. Christine Jorgensen a été qualifiée dans les médias d'hermaphrodite, puis de travestie (selon la définition de Magnus Hirschfeld), avant qu'Harry Benjamin ne propose le terme transsexuel pour distinguer les personnes comme elle qui souhaitaient transformer leur corps, de celles comme Virginia Prince, qui n'avaient pas ce désir.
La deuxième vague féministe de la fin des années 1960 se manifeste par l'émergence de mouvements qui s'opposent aux rôles de genre auxquels adhèrent les travestis de la Casa Susanna.

## Personnalités

### Susanna Valenti
Tito Valenti, connue sous le nom féminin de Susanna Valenti, est née à Santiago-du-Chili en 1917, et émigre aux États-Unis au milieu des années 1940. Son premier mariage est malheureux, son épouse n'acceptant pas son alter ego féminin. Sa deuxième épouse est l'immigrée italienne Marie Tornell, la patronne d'un magasin de perruques dans la 5e Avenue de New York, dont elle faisait la publicité dans le magazine Transvestia. Malgré son éducation catholique, Marie est une femme émancipée qui se moque du qu'en-dira-t-on et respecte et apprécie les hommes qui se travestissent, qui forment une part significative de sa clientèle. Gregory Bagarozy, le petit-fils de Marie, évoque le couple lesbien que formaient Susanna et Marie après leur mariage en 1958. Les personnes qui l'ont connue prêtent à Susanna Valenti des activités professionnelles variées, de traduction dans les tribunaux de l'U.N., et d'animation radiophonique en langue espagnole dans l'armée américaine pour Voice of America,. Susanna organise des événements sociaux pour travestis dans son spacieux appartement new-yorkais, et assiste avec ses amies aux spectacles de travestis au Club 82 (en) et aux bals de travestis organisés par le Phil Black et les National Variety Artists.

Susanna Valenti contribue souvent au magazine Transvestia de Virginia Prince de 1960 à 1970, en y écrivant 53 chroniques d'opinion dans une rubrique intitulée Susanna Says (« Susanna raconte »). Elle propose l'expression « la fille en soi », devenue populaire parmi les lectrices de Transvestia:
« Let us, for heaven’s sake, strive to forge a nice, clean cut, real person out of the girl-within. Let’s give her a personality of her own. If possible, let’s give her even different tastes than those of the guy within. »
« Pour l'amour du ciel, efforçons-nous de forger une personne agréable, propre et réelle à partir de la fille en soi. Donnons-lui une personnalité propre. Si possible, donnons-lui des goûts différents de ceux de l'homme en soi. »
En 1961, elle écrit dans Transvestia que le travestissement fait « apparaître un peu de magie pour rendre la vie plus belle, plus exaltante, plus vivable ».
Comme Virginia Prince, elle croit à cette double personnalité qui peut être développée et travaillée. Au docteur Hugo Beigel de la Society for the Scientific Study of Sexuality (en), qui rejette l'idée qu'une personne de sexe masculin puisse avoir une âme féminine, Susanna répond dans Transvestia qu'il ne faut pas prendre la métaphore de la fille-en-soi au pied de la lettre ; elle n'est qu'un moyen simple d'exprimer les diverses motivations et pulsions qui constituent une seconde personnalité, un moi féminin qui doit rester caché dans les lieux publics par crainte de la désapprobation. Elle s'oppose également à l'affirmation selon laquelle le travestissement est un état acquis. Selon elle il faut « une prédisposition congénitale (...). Un garçon ne sera pas un travesti s'il ne porte pas dans son corps le germe biologique du travestisme. » Elle en déduit que le travestissement ne peut être guéri et qu'il ne s'agit pas d'un trouble du comportement.
Elle insiste aussi sur la différence entre travesti et transsexuel: « Le travesti rejette l'idée d'une opération chirurgicale. Il aime vivre les deux faces de la médaille humaine ». Elle connait des personnes travesties ayant eu recours à la chirurgie de réattribution sexuelle (« elles savaient seulement qu'elles aimaient s'habiller et se sentiraient beaucoup plus heureuses en tant que filles que dans leur rôle d'homme ») mais estime que beaucoup d'entre elles se trompent, et remet en cause l'affirmation du docteur Harry Benjamin selon laquelle il ne connaît personne qui ait subi l'opération et en ait été déçu.
Susanna Valenti décide de vivre à plein temps en tant que femme à partir de 1968. Elle commence à faire connaissance avec les commerçants et d'autres personnes de Hunter et des villes environnantes. Elle évite de fréquenter d'autres travestis, qui risqueraient de « griller sa couverture ». Dans le numéro d'octobre 1969 de Transvestia, elle annonce qu'elle a perdu le « fabuleux frisson » qui accompagne la transformation du « il » en « elle », et qu'il lui est de plus en plus angoissant de revenir à « il ». Elle envisage de quitter son emploi en ville et de gérer la Casa Valenti comme une chambre d'hôtes ouverte toute l'année. Elle est critiquée, comme Virginia Prince deux ans plus tôt, pour ne pas avoir réussi à maintenir l'équilibre. Dans sa dernière chronique, en janvier 1970, Susanna parle du soutien de sa famille et de ses amis, et de sa capacité à passer le cap. Elle ne dit rien de sa relation avec Marie, ni de ce que celle-ci pense de ce qu'elle fait.
Gregory Bagarozy, le petit-fils de Marie, explique dans le documentaire Casa Susanna que les dépenses financières liées à la convalescence de Marie après un accident sont telles qu'elles doivent vendre la Casa Susanna. Dans les années 1980, Marie devient atteinte de syllogomanie et Susanna s'en éloigne en s’installant sur la 42e rue, vit en tant que femme à plein temps, mais développe au même moment une tumeur du cerveau qui n'est pas opérable. Marie et Susanna vivent séparément, mais elles continuent à communiquer et restent amoureuses l'une de l'autre, espérant être bientôt réunies. Susanna meurt une semaine après Marie. Elle est retrouvée allongée sur son lit habillée en femme. Leurs cendres ont été dispersées près de la Casa Susanna.

### Virginia Prince

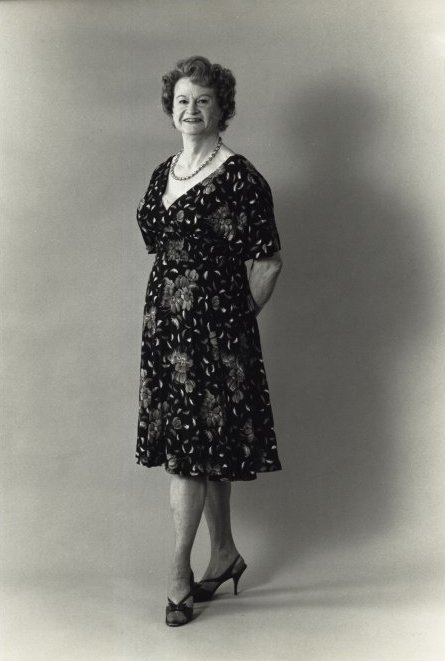
Portrait de Virginia Prince.

Virginia Prince nait en 1912 à Los Angeles dans une famille protestante privilégiée, et commence à se travestir vers l'âge de douze ans avec les vêtements de sa mère, puis pour la première fois en public à l'âge de 18 ans. Adulte, elle se confie au psychiatre Karl Bowman au sujet de son goût pour le cross-dressing. Celui-ci lui conseille alors « de s'accepter (…) et d'y prendre du plaisir », en lui rappelant par ailleurs que beaucoup d'autres personnes vivent de manière semblable. Son premier mariage en 1941 est « un échec » qu'elle attribue à son travestisme, lequel est mentionné sur ses papiers de divorce et fuite dans la presse.
Elle prend le prénom de Virginia à la fin des années 1950, et devient à partir de 1960 l'éditrice du magazine Transvestia, vendu par abonnement et via un réseau de librairies réservées aux adultes.
Elle distingue clairement le sexe et le genre, et explique dans ses prises de parole que la masculinité et la féminité sont des artifices sociaux et des constructions culturelles, et même que la binarité du sexe biologique n'est pas l'évidence qu'on croit,. Son discours est centré sur la notion philosophique de « double personnalité », selon laquelle les travestis possèdent une « personnalité » à la fois féminine (la « fille en soi » ou le « moi-femme ») et masculine, dont les deux faces méritent de pouvoir s'exprimer également. Il ne s'agit pas, dans les années 1960, de subvertir la binarité du genre, et en fait cette philosophie de la double personnalité maximisait les différences entre les hommes et les femmes. À partir du milieu des années 1960, quand la stigmatisation des comportements féminins chez les hommes commence à s'estomper, elle encourage l'intégration de la masculinité et de la féminité.
Virginia Prince a œuvré à imposer une définition très sectaire du « vrai travesti », un homme hétérosexuel qui laisse s'exprimer sa « fille de l'intérieur » pour se libérer momentanément des contraintes de la masculinité. Elle rejette les dimensions érotiques ou sexuelles du travestissement, condamne fermement l'homosexualité qui va à l'encontre de « la finalité biologique incontestable de la sexualité », et se distancie des hommes homosexuels et des femmes trans, cherchant à renvoyer une image respectable du travestissement : « Let's keep our skirts clean! » (« Gardons nos jupes propres ! »). Elle décourage fermement ses lecteurs de recourir à la chirurgie de réattribution sexuelle. Elle a réussi à faire adopter sa définition du travestissement par de nombreux médecins du secteur de la santé mentale, et à la faire inclure le Manuel diagnostique et statistique de l'Association américaine de psychiatrie. 
En 1962, elle crée le Los Angeles' Hose and Heels Club, puis la Foundation for Personality Expression (lancée à l'occasion d'un week end au Chevalier d'Eon en octobre 1962), qui deviendra la Society for the Second Self, et enfin Tri-Ess (en). Ces associations lui permettent de promouvoir sa propre philosophie du genre : elle pense que la travestissement permet aux hommes d'exprimer leur entière personnalité, dans une société qui reposait encore sur une division genrée très stricte. Virginia Prince limite l'accès à ces associations aux hommes mariés hétérosexuels, en en excluant les hommes trans, les homosexuels et les femmes trans et cisgenres,. Dans son ouvrage The transvestite and his wife, elle évite toute référence à l'homosexualité, et inscrit le travestisme dans le domaine du charme hétérosexuel, pour le rendre acceptable aux yeux des épouses qui pourraient s'inquiéter de l'homosexualité de leur mari. Elle y fait appel au stéréotype féminin de la bonne épouse (aimante, indulgente et maternelle), et décrit l'acceptation du travestisme comme l'un des compromis qui font les mariages solides : s'opposer au comportement féminin de son mari, c'est faire du tort à sa propre féminité, et divorcer est une honte qu'il faut éviter à tout prix. L'épouse, qui a promis d'aimer son mari pour le meilleur et pour le pire, est culpabilisée, et le sexisme n'est pas remis en question.

« Tout comme une femme chauffeur de bus reste une bonne épouse et mère en dehors du travail, et dans ses vêtements féminins, un fémiphile ne sacrifie ni ne met en péril sa masculinité par ses activités travesties. Il reste un homme, un père, un mari »

L'historienne Susan Stryker note à ce sujet que ce mécanisme par lequel les personnes les plus privilégiées d'une population opprimée s'organisent pour préserver leurs privilèges — ici des hommes blancs de la classe moyenne utilisent leur argent pour créer un espace dans lequel ils peuvent exprimer un aspect stigmatisé de leur personnalité en minimisant le risque de remise en cause de leur statut social — est classique de l'histoire des combats des minorités de genre.
En ce qui concerne son rejet des personnes trans, Virginia Prince n'est pas suivie par l'ensemble de la communauté de Transvestia : certaines peuvent s'identifier à Christine Jorgensen, dont la récente transition au Danemark en 1952 a été très médiatisée et fascine encore le public au début des années 1960. Hill estime que peut-être la moitié de la communauté de Transvestia était d'une certaine façon transgenre. Gloria, une riche habituée de la Casa Susanna, décide même d'utiliser sa fortune dans ce qu'elle appelle son  « usine à filles », en aidant celles qui le désirent à aller se faire opérer à Tijuana.
Pat Califia explique la tension et la solidarité qui existaient entre les communautés des travestis et des personnes trans. L'ouvrage de Prince The transvestite and his wife est dédié à deux experts médicaux, Karl Bowman alors président de l'Association américaine de psychiatrie, et le docteur Harry Benjamin, pionnier de ce que l'on appelait le transsexualisme. Mais l'ouvrage n'a à l'époque pas d'équivalent en ce qui concerne les partenaires des personnes trans, peut-être parce qu’aider celles-ci à s'adapter aurait remis en question l'utilité de la chirurgie, qui était censée permettre de devenir « comme tout le monde » et ainsi d'échapper au mépris et à la condamnation de la société. Certaines personnes trans intégrent les organisations de travestis pour avoir accès à la documentation, mais cherchent aussi à s'en distancier pour différencier leur condition d'un fétichisme des vêtements féminins. Virginia Prince ne parle jamais de masturbation et cherche à dissocier le travestisme du monde de la perversion sexuelle, en lui préférant le terme femmiphilia (amour du féminin) qui n'évoque pas un fétichisme érotique : « [les fémiphiles sont]  des personnes qui ne s'intéressent qu'au rôle de genre féminin, et pas à son activité sexuelle ».
En dépit de son mépris pour les homosexuels et la chirurgie de réassignation, et son point de vue très conservateur sur la masculinité et la féminité, Virginia Prince, qui vit comme une femme à plein temps à partir de 1968 — en contradiction avec sa doctrine selon laquelle le travestissement doit être pratiqué périodiquement, avec recul et modération —, est considérée comme étant l'une des figures majeures de l'émergence du mouvement politique trans contemporain.

## Villégiatures: leChevalier D'Éon Resortet laCasa Susanna
Avec les bénéfices de son commerce de perruques, Marie Valenti achète au milieu des années 1950 une maison de campagne isolée dans les Catskills, qu'elle et Susanna baptisent le Chevalier D'Éon Resort, en référence au surnom de Charles d'Éon de Beaumont, l'espion de Louis XV adepte du travestissement. Il s'agit d'une propriété isolée de 60 hectares avec une maison principale, une grange et plusieurs bungalows confortables mais non chauffés. Pour 25 dollars, un visiteur venu de la ville pour le week-end était nourri et logé et recevait des leçons sur la façon de se travestir. Le nombre de visiteurs est trop faible pour que les Valentis fassent des bénéfices, et la plupart des week-ends, la station est louée à des clients réguliers. Cependant, Susanna donnait son spectacle d'imitation même pour ces derniers.
Susanna fait la publicité du Chevalier D'Éon dans le premier numéro de Transvestia :

« Est-ce que ça vous dirait d'avoir un endroit où vous pourriez amener vos petites culottes en dentelle, vos jolies combinaisons, vos talons hauts, votre meilleur parfum et vos plus belles robes, et les porter, non seulement tranquillement et sans crainte, mais en compagnie de gens bienveillants et comme vous ? [...] L'une d'entre nous possède un endroit magnifique dans les Catskill, qu'elle a appelé "Le Chevalier d'Éon". Là, pour la modique somme de 25 dollars par personne, repas inclus, vous pourrez vous faire plaisir tout le week-end. [...] Vous pourrez vous changer autant de fois que vous le voulez, rester à l'intérieur ou sortir dehors, bref, vous ferez ce que vous voudrez, vous "vivrez". Il y aura même une coiffeuse pour vous aider. »

L'australienne Kate Cummings, venue finir ses études à Toronto où elle vit avec Irène, fréquente le Chevalier D'Éon entre 1962 et 1963, et décrit dans ses mémoires son émotion à sa première visite :

« C'était comme pousser une porte vers un autre univers... C'était une expérience extraordinaire, libératrice, inoubliable. Après des années à se cacher derrière des portes closes, à se risquer dehors seulement la nuit tombée, sans oser parler au cas où ma voix me trahirait, j'étais tout d'un coup libérée dans un environnement où j'étais non seulement tolérée mais encore comprise et accueillie! »

Un rassemblement particulier est mémorable, celui d'Halloween 1962, organisé un jour après que la police new-yorkaise a fait une descente inhabituelle au bal costumé annuel des National Variety Artists et que 30 hommes travestis ont été arrêtés. Parmi les invités du Chevalier D'Eon Resort figuraient Virginia Prince, Katherine Cummings, Felicity Chandelle, Darrell Raynor et Gail Wilde, ainsi que les psychologues Hugo Beigel et Wardell Pomeroy. Raynor, Cummings et Beigel ont par la suite écrit sur cet événement.
En 1963, Susanna et Marie vendent le Chevalier D'Éon, « un gouffre financier », et achètent une autre propriété de cinquante hectares, avec une grande maison comprenant neuf chambres sur trois étages, également dans les Catskills, près de Hunter dans l'État de New York. C'est la Casa Susanna. Il n'y a plus de spectacles de travestissement, le lieu est plutôt utilisé comme une chambre d'hôtes qui peut accueillir une quinzaine d'invitées simultanément. Un petit lac autorise la baignade. Les autres activités incluent le jardinage et les jeux de société,,.
La plupart des hôtes de la Casa Susanna étaient mariés et se considéraient comme des hommes hétérosexuels aimant se travestir, et certains le faisaient d'ailleurs sans le cacher à leur famille. Beaucoup d'autres se sont ensuite identifiées comme transgenres et ont vécu leur vie en tant que femmes, y compris Virginia Prince et Susanna elle-même.

## Photographies
Les photographies du cercle de la Casa Susanna sont les principaux témoignages de cette période. En plus de celles publiées dans le magazine Transvestia, on dispose d'un premier lot de photographies ayant appartenu à Susanna, retrouvées sur un marché aux puces de Manhattan au milieu des années 2000 par le marchand de meubles Robert Swope, qui les a publiées dans un livre avec son partenaire Michel Hurst. D'autres photographies font partie des collections de la Louise Lawrence Transgender Archive, de D. Wollheim et de l'artiste Cindy Sherman.
Les hôtes de la Casa Susanna ne cessent de se photographier, certaines grâce à des retardateurs ou des câbles déclencheurs, mais aussi de visionner, commenter et partager ces images. De nombreuses photographies montrent les participantes en train de regarder des photographies.
Plusieurs photographies de l'ouvrage publié en 2005 ont été attribuées à Andrea Susan Malick,,,. Celle-ci assistait régulièrement aux réunions et a utilisé un appareil classique, à un moment où les Polaroid commençaient seulement à être disponibles, pour prendre de nombreuses photos des invitées et les a développées chez elle,. 
Les photographies sont très ordinaires et ludiques, et montrent les hôtes de la Casa Susanna en train de se divertir : jouer aux cartes, danser, manger, boire et bavarder,. Des photos de groupe illustrent les liens entre les participantes, jouant le même rôle que les photos de famille. Certains clichés sont déclinés en séries, montrant la même personne dans une variété de tenues et de poses. Des universitaires ont récemment cherché à identifier les personnes photographiées.
Le rôle de ces photographies est multiple. Celles sélectionnées par Virginia Prince pour le magazine Transvestia illustrent l'injonction qui est faite aux travestis de ressembler à la femme respectable de la classe moyenne et des années 1940 et 1950 : les vêtements sont simples : ensembles coordonnés, coiffures et maquillages sobres. Les poses sont strictes : position assise et jambes croisées, ou debout le genou fléchi. Les photographies sont sélectionnées pour plaider en faveur d'une plus grande acceptation du travestisme,. Le premier des critères de sélection de la cover girl est en effet selon Virginia Prince « la qualité et l'adéquation des photos proposées : pose, vêtements, attractivité. Il n'est pas nécessaire d'être belle mais la personne retenue devra avoir l'air authentique, puisqu'elle représentera les travestis aux yeux du public ». Il s'agit d'« incarner l'excellence de la féminité, et non une féminité ordinaire », en s'inspirant des photos des mannequins de magazines. Prince refuse de publier des images coquines ou de lingerie : « les services postaux pourraient voir ce genre de photos d'un très mauvais œil [et] le but de ce magazine est d'élever la pratique du travestissement et d'améliorer un peu son statut, pas de le dégrader ».
Par ailleurs, Prince reconnait une fonction émancipatrice à ces photographies : « Voir sa photo révélée au grand jour est une façon d'affirmer au monde — et donc à soi-même —  que l'on est un travesti ». Se mettre en scène et se faire photographier est une étape importante dans l'acceptation de soi. L'évolution au fil des ans des photos de Susanna montre d'ailleurs la distance qu'elle prend peu à peu avec l'exercice imposé, et, peut-être une plus grande authenticité.
Les images font enfin office de cartes de visite, quand elles sont utilisées dans de la correspondance privée, permise grâce à la rubrique des petites annonces du magazine Transvestia.
Isabelle Bonnet a discuté le paradoxe de la démarche consistant à s'inscrire dans une démarche refusant le virilisme, mais au profit d'une féminité restreinte à sa définition la plus patriarcale, et Robert S. Hill a souligné la dissonance entre les injonctions à l'authenticité et au conformisme : « les rôles de genre rigides alors en vigueur sont pour eux une source d'angoisse et de souffrance, mais ils sont aussi la clé qui leur permet d'échapper à cette souffrance ».

## Transvestia

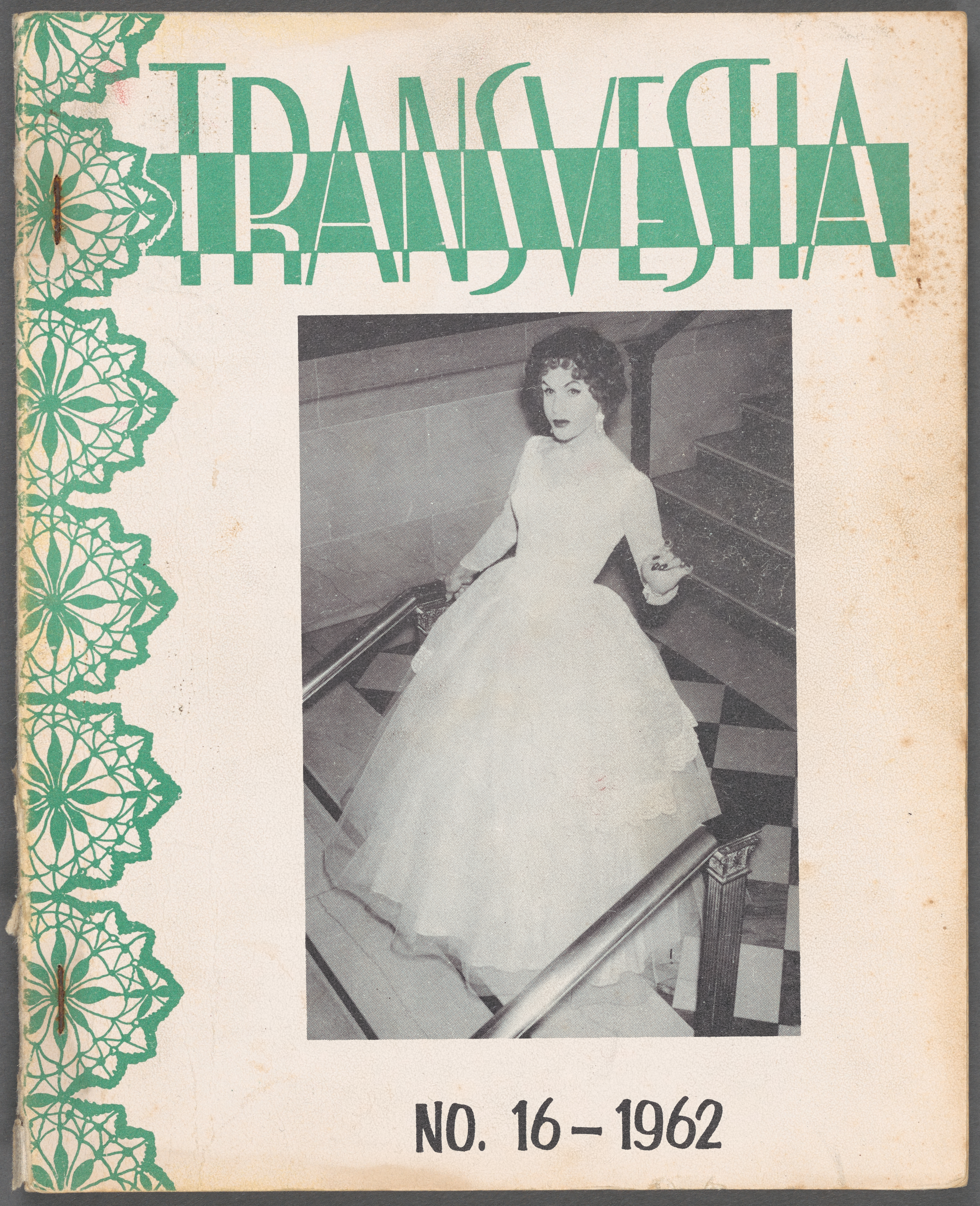
Couverture du numéro 16 du magazine Transvestia, en 1962.

Le développement de la solidarité et l'organisation sociale permis par le réseau de la Casa Susanna contribuent à transformer en une identité sociale ce qui était auparavant une pratique secrète et privée. Le magazine bimestriel Transvestia, édité la première fois par Virginia Prince en 1960 et distribué par la poste même au delà des frontières américaines, joue aussi un rôle majeur, en permettant aux travestis de sortir de l'isolement et de prendre conscience qu'ils appartiennent en réalité à une communauté. Prince décrit cet objectif dans le no 16 paru en 1962 : « j'étais convaincue, et je le suis toujours, que l'on pouvait apporter un apaisement considérable à beaucoup de gens si on leur montrait qu'ils n'étaient pas seuls, que leur désir n'était ni pervers, ni indigne et qu'il profitait, au contraire, à leur personnalité ».
Kate Cummings rappelle son émerveillement à sa première lecture du magazine : 

« Le contenu du magazine a été, pour moi, comme une fabuleuse caverne d'Ali Baba. [...] Il y avait des articles "scientifiques qui provenaient de parutions médicales. Il y avait plein de conseils sur les vêtements à porter, sur le maquillage, sur l'attitude à adopter; il y avait des lettres de travestis et parfois de leurs femmes; il y avait des fictions [...] et de la publicité pour des brochures publiées par les éditions Chevalier. L'éditrice, Virginia Prince, était clairement une personne éduquée, intelligente et très combative, prête à mettre toute son énergie [...] dans la cause des travestis. [...] Je me suis immédiatement abonnée. »

Pour lancer le magazine, Virginia Prince a lancé une souscription auprès de 25 connaissances, qui ont chacune donné quatre dollars. Le premier numéro est publié par sa propre maison d'édition, Chevalier Publications, et vendu par abonnement et dans les librairies pour adultes.
Transvestia a été publié tous les deux mois par Prince entre 1960 et 1980, avec un total de 100 numéros. Les 11 numéros suivants ont été édités et publiés par Carol Beecroft (cofondatrice des publications Chevalier) jusqu'en 1986. En 1963, la jaquette intérieure du magazine indiquait que la publication était « dédiée aux besoins de l'individu sexuellement normal qui a découvert l'existance  [sic] de son “autre face” et cherche à l'exprimer ». Plutôt que de s'appuyer sur une équipe d'auteurs professionnels, ce magazine devait être « ... écrit par... les lecteurs... », le travail de la rédactrice en chef (Virginia Prince) étant d'organiser et de classer ces soumissions.
Avec un lectorat composé principalement de travestis blancs de classe moyenne, le magazine offre, entre autres, des douzaines de récits de vie et de lettres rédigées par d'autres travestis. Au fil des ans, la publication compte également plusieurs abonnés internationaux, notamment d'Angleterre, de Scandinavie et d'Australie. Virginia Prince elle-même rédige un article autobiographique pour le centième numéro du magazine en 1979. Ce dernier numéro, édité par Virginia Prince, est inhabituel car il ne comporte que ce récit autobiographique de la vie de Virginia, dans lequel elle raconte ses premières expériences de travestissement, son divorce et son travail de création et d'édition de Transvestia.
Le magazine s'est fixé trois objectifs principaux : « Fournir une expression à ceux qui s'intéressent aux sujets de l'habillement et de la mode inhabituels... Fournir des informations à ceux qui, par ignorance, condamnent ce qu'ils ne comprennent pas... [et] éduquer ceux qui voient le mal là où il n'y en a pas ». Ces trois objectifs — l'éducation, le divertissement et l'expression — étaient promus afin « d'aider... les lecteurs à atteindre la compréhension, l'acceptation de soi, [et] la paix de l'esprit ». Transvestia était principalement un magazine axé sur l'histoire, mais chaque numéro contenait une section  dans laquelle étaient publiées des annonces de rencontres et d'entreprises proposant des services adaptés aux travestis, ainsi qu'une rubrique de biens à vendres, et une de commerces et locations. Les autres sections du magazine comprenaient des histoires (vraies et fictives), des articles (médicaux, psychologiques ou d'opinion personnelle sur n'importe quelle phase du travestissement), une boîte à questions (questions des lecteurs qui méritent une réponse ou une discussion plus approfondie), une section pour les épouses (dans laquelle celles-ci étaient encouragées à donner leur avis sur le travestissement pour le bien de tous), des lettres à la rédaction (questions, commentaires, brick-bats and bouquets [critiques et compliments]), des articles généraux (poèmes, humour, nouvelles).
Transvestia a été publié pendant 20 ans malgré un démarrage difficile. Virginia Prince raconte dans son numéro autobiographique qu'à l'origine, le coût de production était trop élevé pour être viable, en raison de l'impression sur du papier ronéotypé. Ce n'est que lorsque Prince a trouvé un imprimeur offset et a rassemblé davantage d'abonnés que Transvestia est devenu un succès.
Un tirage complet de Transvestia, à la fois physique et numérique, se trouve dans les archives transgenres de l'Université de Victoria (en), en Colombie-Britannique,.

## Postérité
L'histoire de la Casa Susanna réémerge au milieu des années 2000 grâce au livre Casa Susanna, un recueil de photographies du site retrouvées dans une brocante New-Yorkaise,. En 2015, ces 341 photographies sont achetées par le Musée des beaux-arts de l'Ontario, dont elles font désormais partie de la collection permanente.
Le livre a inspiré en 2014 la pièce de théâtre Casa Valentina (en) d'Harvey Fierstein, nommée aux Tony. Les personnages de la pièce, tous prétendument hétérosexuels et certains même farouchement anti-homosexuels, passent des vacances au Chevalier d'Éon où ils libèrent « la fille qui est en eux ». Le week-end où se déroule la pièce, la présentation de l'association Tri-Ess (en) crée des tensions au sein du groupe, divisé par la décision de devenir ou non une organisation officielle,.
Le film documentaire Casa Susanna de Sébastien Lifshitz, présenté pour la première fois au 79e Festival international du film de Venise en 2022,, utilise des images d'archives, des clichés pris à la Casa Susanna et les témoignages de la militante Katherine Cummings et de Diana Merry-Shapiro (en)(deux femmes trans qui ont fréquenté le lieu à l'époque), de Betsy Wollheim (en) (la fille de l'auteur de science fiction travesti Donald A. Wollheim), et de Gregory Bagarozy (dont la grand-mère Marie Tornell était l'épouse de Susanna.)
La Casa Susanna a aussi fait l'objet d'expositions. L'une au Barbican Centre de Londres en 2018 faisait partie d'une série plus large (intitulée Another Kind of Life: Photography on the Margins) explorant la relation entre les photographes et les communautés alternatives. Celle proposée par Isabelle Bonnet et Sophie Hackett (en) a été présentée aux Rencontres d'Arles en 2023 ; son catalogue est publié par les Éditions Textuel.

## Documents
: document utilisé comme source pour la rédaction de cet article.
- (en) « Transvestia », sur Bibliothèque que l'Université de Victoria (consulté le 6 août 2023)
- (en) Darrell G. Raynor, A year among the girls, Lyle Stuart (en), 1966, 189 p. (OCLC 1803783)
- (en) Hugo G. Beigel, « A Weekend in Alice's Wonderland », The Journal of Sex Research, vol. 5, no 2,‎ 1969, p. 108–122 (ISSN 0022-4499, lire en ligne).
- (en) Robert S. Hill, 'As a Man I Exist; as a Woman I Live': Heterosexual Transvestism and the Contours of Gender and Sexuality in Postwar America (A dissertation submitted in partial fulfillment of the requirements for the degree of Doctor of Philosophy (American Culture) in The University of Michigan), 2007 (lire en ligne).
- Katherine Cummings, Katherine's Diary: the Story of a Transsexual, Port Melbourne, William Hein, 1992.
- (en) Michel Hurst et Robert Swope, Casa Susanna, PowerHouse Books, 2014 (1re éd. 2005), 156 p. (ISBN 978-1-57687-733-3)
- (en) Susan Stryker, Transgender history, Seal, coll. « Seal studies », 2008 (ISBN 978-1-58005-224-5).
- Sébastien Lifshitz, « Casa Susanna » [vidéo], 2022 (consulté le 6 août 2023).  [vidéo] BFI London Film Festival 2022, « Bande annonce du film Casa Susanna », sur YouTube, 2022 (voir l'article Casa Susanna (film) pour plus de détails)
- Isabelle Bonnet, « Les photographies retrouvées de la Casa Susanna », Sociétés & Représentations, vol. 46, no 2,‎ 2018, p. 28 (ISSN 1262-2966 et 2104-404X, DOI 10.3917/sr.046.0289, lire en ligne, consulté le 6 août 2023)
- Isabelle Bonnet, Sophie Hackett (en) et Susan Stryker, Casa Susanna: L'histoire du premier réseau transgenre américain 1959-1968, Textuel, 7 juillet 2023, 480 p. (ISBN 978-2845979420)
  - Susan Stryker, « Préface », dans Isabelle Bonnet, Sophie Hackett, Susan Stryker, Casa Susanna: L'histoire du premier réseau transgenre américain 1959-1968, Textuel, 7 juillet 2023 (ISBN 978-2845979420). 
  - Isabelle Bonnet, « Le premier réseau transgenre américain 1959-1968 », dans Isabelle Bonnet, Sophie Hackett, Susan Stryker, Casa Susanna: L'histoire du premier réseau transgenre américain 1959-1968, Textuel, 7 juillet 2023 (ISBN 978-2845979420). 
  - Sophie Hackett, « Performer l'authenticité: les travestis de la casa Susanna et la photographie », dans Isabelle Bonnet, Sophie Hackett, Susan Stryker, Casa Susanna: L'histoire du premier réseau transgenre américain 1959-1968, Textuel, 7 juillet 2023 (ISBN 978-2845979420).
- Fabien Escalona, « Sur les traces de la première communauté transgenre américaine » [vidéo], sur Mediapart, 29 septembre 2023 (consulté le 8 octobre 2023)
- « Rencontres d’Arles 2023 : les secrets de cette photo de la Casa Susanna » [vidéo], sur Dailymotion, 27 juin 2023 (consulté le 25 août 2023)
- (en) « Art Gallery of Ontario » [PDF], sur digitaltransgenderarchive.net